# Panthers de Pittsburgh
Les Panthers de Pittsburgh (en anglais : Pittsburgh Panthers) sont un club omnisports universitaire de l'Université de Pittsburgh. Les équipes des Panthers participent aux compétitions universitaires organisées par la National Collegiate Athletic Association. Pittsburgh fait partie de l'Atlantic Coast Conference.
L'adoption d'une panthère comme mascotte date de 1909.
La plus fameuse équipe des Panthers est celle de football américain qui revendique au moins cinq titres nationaux : 1916, 1918, 1936, 1937 et 1976. L'équipe qui fut créée en 1889 évolue au Heinz Field depuis 2001 après avoir utilisé le Pitt Stadium, enceinte de 56 150 places, depuis 1925. En 1956, Bobby Grier fut le premier joueur noir aligné dans un bowl, le Sugar Bowl en l'occurrence.
L'équipe de basket-ball fut championne nationale en 1928 et 1930. Depuis la création du Final Four, les Panthers y ont participé une fois en 1941.